# ヴェルナー・ハイゼンベルク学術章
ヴェルナー・ハイゼンベルク学術章 (ドイツ語: Werner Heisenberg-Medaille) は、ドイツの研究助成機関であるアレクサンダー・フォン・フンボルト財団が、自薦に拠らず、固有の選考を通じて、各国にて国際学術交流に多大な貢献を為したと認められる研究者に授与する徽章。ノーベル賞受賞者であり、同財団初代理事長であるヴェルナー・ハイゼンベルクの名が冠せられている。

## 主な受章者
- 飯島宗一
- 岩崎英二郎
- 翠川修
- 山崎和夫
- 沼正作
- 小塩節
- 廣渡清吾
- 櫻田嘉章
- 縣公一郎
- 小平桂一

（以上は、当該財団本部直接提供の情報に基づく。）